# 松前公高
松前 公高（まつまえ きみたか、1963年6月13日 - ）は、日本の作曲家、編曲家、キーボーディスト。大阪府大阪市出身。妻はゲーム音楽作曲家の松前真奈美。音楽制作会社トイロミュージックに所属。

## 略歴
大阪府立四條畷高等学校から千葉大学工学部に入学（その後中退）。千葉大学サウンドクリエイト研究会にて中ザワヒデキらと交友を持つ。1980年代中頃、てんちゆみ、佐藤隆一とともにきどりっこを結成するも、ファーストアルバム『セレレガンスな愉しみ』（キャプテンレコード、1986年）をリリースした直後、音楽性の違いにより脱退。
1980年代から1990年代にかけて、京浜兄弟社のメンバーと知り合い、多数のバンドに在籍した。
- コンスタンス・タワーズ（岸野雄一、岡村みどり、常盤響が在籍）
- EXPO（山口優とのユニット、アルファレコードより1987年に『エキスポの万国大戦略』をリリース）
- ハイポジ（インディーズ時代）
- S.S.T.BAND（セガのゲームミュージックを演奏するバンド）
- スペースポンチ（コンスタンス・タワーズが活動再開にあたり改名）など

1990年代はゲーム音楽の作曲家としての活動が主となり、『玉繭物語』や『キリーク・ザ・ブラッド』、『beatmania』に楽曲提供を行った。
2000年代以降、テクノポップ系イベント（電脳マニアックス! 他）においてKORG製モジュラーシンセMS-20を用いシンセポップをソロ演奏する形態のライブも行っている。その一方で『大科学実験』、『すくすく子育て』、『えいごリアン』等、NHK Eテレをはじめとしたテレビ番組の音楽も多数制作。うるまでるびと共同制作した「おしりかじり虫」は『みんなのうた』（NHK）で放映され、大きな反響を呼んだ。
2011年8月、S.S.T.BANDが一部を除くメンバーで再結成した「Blind Spot」に参加。また2012年1月よりTBS系列で放送されたテレビアニメ『キルミーベイベー』では、エンディングテーマの作詞・作曲を松前公高名義で、オープニングテーマの作曲・編曲、エンディングテーマの編曲、及び作中音楽は山口優と共にEXPO名義で手掛けている。

## 主な作品
テレビ・映画
- TBS『キルミーベイベー』
- TBS『たまこまーけっと』
- NHK『みんなのうた』（「おしりかじり虫」）
- Eテレ『大科学実験』
- Eテレ『すくすく子育て』
- Eテレ『まいにちスクスク』
- Eテレ『えいごリアン』
- Eテレ『えいごリアン3〜カプセル侍』
- Eテレ『天才てれびくんMAX・ビットワールド』
- Eテレ『ビットモンデュエル WIZ』
- キッズステーション「太鼓の達人」（クレイアニメ）
- カートゥーンネットワーク『脳マッチョ体操』
- カートゥーンネットワーク『デカニメ』
- カートゥーンネットワーク『Groovies』
- 手塚真監督『BLACK SEDUCATION』
- 松竹『トイレの花子さん』
- UHF『うるまでが〜まる』（出演：が〜まるちょば）

マルチメディア
- 神戸空港 出発ロビー大時計「アースクロック」時報音
- ヤマハ発動機 電動スクーター「パッソル」サウンドコンテンツ
- 海洋系ちむちむDEPT./鈴木志保（アーバナート #8大賞受賞）
- みなとみらい駅 展覧会「COLORS」サウンドコンテンツ
- iPadアプリ「さわる大科学実験」

CD
- EXPO『エキスポの万国大戦略』（ALFA RECORD）
- 松前公高『SPACE RANCH』（TRANSONIC RECORD）
- 松前公高『KILEAK THE BLOOD SOUND TRACKS & REMIX』（SONY RECORD）
- スペースポンチ『The World shopping with SPACE PONCH』（TRANSONIC RECORD）
- コンピレーションアルバムFUTURETRON RECYCLER (LAZY ARTS) : AB'Sの Heavy Mental Rockのカヴァーで参加。
- 松前公高『松前公高 WORKS』(SUPER FUJI DISCS)
- 松前公高『あなたはキツネBEST+40 TRACKS 』(SUPER FUJI DISCS)

アレンジ・リミックス
- 「フラフープ (PSI MIX)」（『MOTHER2 ギーグの逆襲 』）
- 『「MOTHER1+2」オリジナル サウンドトラック』
- 「9月の海はクラゲの海」ムーンライダーズ
- 『MOSKOW DISKOW』TELEX
- 『O! COSMIC LOVE』花代
- 「ATEM〜HARMONIKA」（『クラフトワーク トリビュート・アルバム』）
- 『ニコル』白鳥由里アレンジ
- 『オー チェルシー』モダンチョキチョキズ
- 『でんきでエコラー』たむらぱん（電気事業連合会）

ゲーム
- 『娯楽の殿堂』（博報堂）
- 『GB原人2』（ハドソン）
- 『スーパーボンバーマン5』（編曲）（ハドソン）
- 『塊魂トリビュート』（バンダイナムコゲームス）
- 『ラブプラス』（コナミ）
- 『beatmania APPEND GOTTAMIX』（コナミ）
- 『beatmania IIDX 4thstyle』（コナミ）
- 『キリーク・ザ・ブラッド』（ソニー・コンピュータエンタテインメント）
- 『キリーク・ザ・ブラッド2』（ソニー・コンピュータエンタテインメント）
- 『サンパギータ（やるドラシリーズ）』（ソニー・コンピュータエンタテインメント）
- 『びっくりマウス』（ソニー・コンピュータエンタテインメント）
- 『玉繭物語』（元気）
- 『ラスベガスドリーム』（イマジニア） 他

CF他
- うるまでるびDVD『スミ子』「あなたの態度が気に入らない」
- ブルボンCF「牛乳でおいしくホットなココア」CF
- ヤマキCF「減塩だしつゆ」CF（歌唱：のこいのこ）
- LEC「ぴたQ」CF
- 平城遷都1300年祭「あをによしパレード」
- 「うるまでるびのGO!GO!選挙」

## 著書
- シンセサイザー入門 音作りが分かるシンセの教科書（リットーミュージック）
- いちばんわかりやすいDTMの教科書（リットーミュージック）
- デジタル・ミュージック・ブック (PC MUSICブック・シリーズ)